# Young Miko: BZRP Music Sessions, Vol. 58
«Young Miko: BZRP Music Sessions, Vol. 58» es una canción del productor argentino Bizarrap y la cantante puertorriqueña Young Miko. Fue lanzada el 10 de enero de 2024 a través de Dale Play Records, como parte de su popular serie BZRP Music Sessions.

## Antecedentes y lanzamiento
Los rumores de una posible colaboración entre Bizarrap y Young Miko comenzaron cuando en algunos videos musicales de las canciones de Young Miko los usuarios escribían en los comentarios que un junte con ambos podría ser un gran éxito, y que Bizarrap tendría que añadir a la cantante en una de sus Bzrp Music Sessions.
En diciembre de 2023, se especuló que el cantante colombiano Feid podría ser el participante en la BZRP Music Sessions #58. Sin embargo, también a inicios de 2024, anunciaron en las redes sociales que supuestamente habían hackeado la cuenta de Bizarrap y le habían publicado la BZRP Music Sessions #58 en la cual contaba con la colaboración del cantante Memey. Sin embargo, la canción duró muy poco tiempo de haberse publicado y luego fue eliminada, por lo que en ese tiempo la canción llegó a 10 mil reproducciones y plantó la duda de si realmente es una canción a estrenar o no. Posteriormente, se confirmó que la cantante puertorriqueña Young Miko es la intérprete de la sesión 58, cuando Bizarrap anunció oficialmente en su Instagram la colaboración el 8 de enero de 2024, y su lanzamiento programado para el 10 de enero.

## Composición
La canción combina reguetón, trap, ciertos toques de R&B y uso de sintetizadores. Líricamente, la canción explora temas de éxito, resiliencia y mantenerse fiel a uno mismo frente a la crítica y la presión.

## Video musical
Un video musical para la canción fue lanzado en el canal de YouTube de Bizarrap el 10 de enero de 2024, el mismo día del lanzamiento junto con el sencillo. En el video, se puede mirar a Young Miko con audífonos interpretando la canción y vistiendo una camisa de manga larga con el lema «Safe Sex Forever» –en español: «Sexo seguro por siempre»–, un tatuaje de la vieja escuela y un gorro negro. Mientras tanto, se puede ver a Bizarrap detrás de Young Miko vestido con su gorra de béisbol con el lema «BZRP», unas gafas de sol oscuras y con un suéter Adidas azul oscuro junto con una marca de patrulla y también con audífonos en una mesa donde tiene su computadora.

## Certificaciones
| País (organismo certificador) | Certificación | Unidades certificadas |
| ----------------------------- | ------------- | --------------------- |
| España (PROMUSICAE)           | 2x Platino    | 120 000               |
| México (AMPROFON)             | Platino + Oro | 210 000               |